# دانشگاه دولتی ترابری تاشکند
دانشگاه دولتی ترابری تاشکند (ازبکی: Toshkent Davlat Transport Universiteti) ، یک مؤسسه آموزش عالی زیر نظر وزارت ترابری در تاشکند ازبکستان است.

## تاریخچه
دانشگاه دولتی ترابری تاشکند در ۱۹۳۱ برای آموزش مکانیکی و اپراتوران راه‌آهن تأسیس شد. در ابتداء مؤسسه مهندسین راه‌آهن آسیای مرکزی نام‌گذاری شد و سپس در ۱۹۳۷ به مؤسسه راه‌آهن تاشکند تغییر نام داد. مؤسسه مهندسین راه‌آهن تاشکند، مؤسسه طراحی، ساخت و نگهداری خودروراه و دانشکده فناوری هوافضا دانشگاه دولتی فنی تاشکند در سال ۲۰۲۰ در دانشگاه دولتی ترابری تاشکند ادغام شدند. این دانشگاه شامل ۸ دانشکده و ۳۹ گروه آمورشی می‌باشد.

## دانشکده‌ها
- دانشکده مهندسی ترابری راه‌آهن
- دانشکده مهندسی برق و کامپیوتر
- دانشکده اقتصاد
- دانشکده ساخت و سار
- دانشکده مهندسی ترابری هوایی
- دانشکده مدیریت سیستم‌های ترابری
- دانشکده مهندسی خودرو
- دانشکده و گروه‌های آموزشی